# Kamień (Bogucice Drugie)
Kamień – część wsi Bogucice Drugie w Polsce, położona w województwie 
 świętokrzyskim, w powiecie pińczowskim, w gminie Pińczów.
W latach 1975–1998 Kamień administracyjnie należał do województwa kieleckiego.